# Paola Marella
Paola María Marella (Milán, 16 de febrero de 1963-Milán, 21 de septiembre de 2024) fue una presentadora de televisión y arquitecta italiana.

## Biografía
Nació en Milán. Estudió en el Politécnico de Milán. Estaba casada y tenía un hijo, Nicola, nacido en 1995. Falleció el 21 de septiembre de 2024 a los 61 años, de cáncer en Milán.